# 佐久間駅
佐久間駅（さくまえき）は、静岡県浜松市天竜区佐久間町佐久間にある、東海旅客鉄道（JR東海）飯田線の駅である。

## 歴史
- 1936年（昭和11年）11月10日：三信鉄道中部天竜 - 天龍山室間延伸時に佐久間水窪口停留場（さくまみさくぼぐちていりゅうじょう）として開設[1]。旅客駅[3]。
- 1941年（昭和16年）
  - 2月7日：佐久間水窪口駅（さくまみさくぼぐちえき）に昇格。貨物取扱開始（一般駅化）[4]。
  - 11月15日以降：佐久間駅（さくまえき）に改称[5][4]。
- 1943年（昭和18年）8月1日：三信鉄道が飯田線の一部として国有化され、運輸通信省（後の日本国有鉄道）の駅となる[6]。
- 1955年（昭和30年）11月11日：佐久間 - 大嵐間経路変更に伴い移転[3]。
  - 旧駅は駅西側の、現在電源開発・佐久間発電所となっている場所にあった。
- 1971年（昭和46年）12月1日：貨物及び荷物扱い廃止（旅客駅に戻る）[3]。
- 1984年（昭和59年）2月24日：飯田線南部CTC化に伴い無人駅化[2][7]。
- 1987年（昭和62年）4月1日：国鉄分割民営化に伴い、東海旅客鉄道（JR東海）の駅となる[6]。
- 1989年（平成元年）6月22日：旧駅舎は解体され、跡地には佐久間町立図書館（現・浜松市立佐久間図書館）・駅舎・待合所を兼ねた建物が開館[8]。
- 2008年（平成20年）1月27日：ホーム1面撤去、棒線駅化。

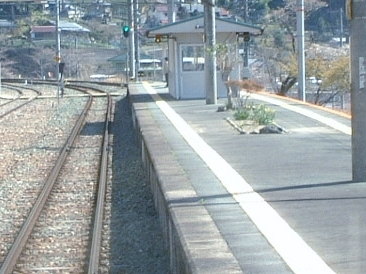
旧1番線撤去前（2007年3月）
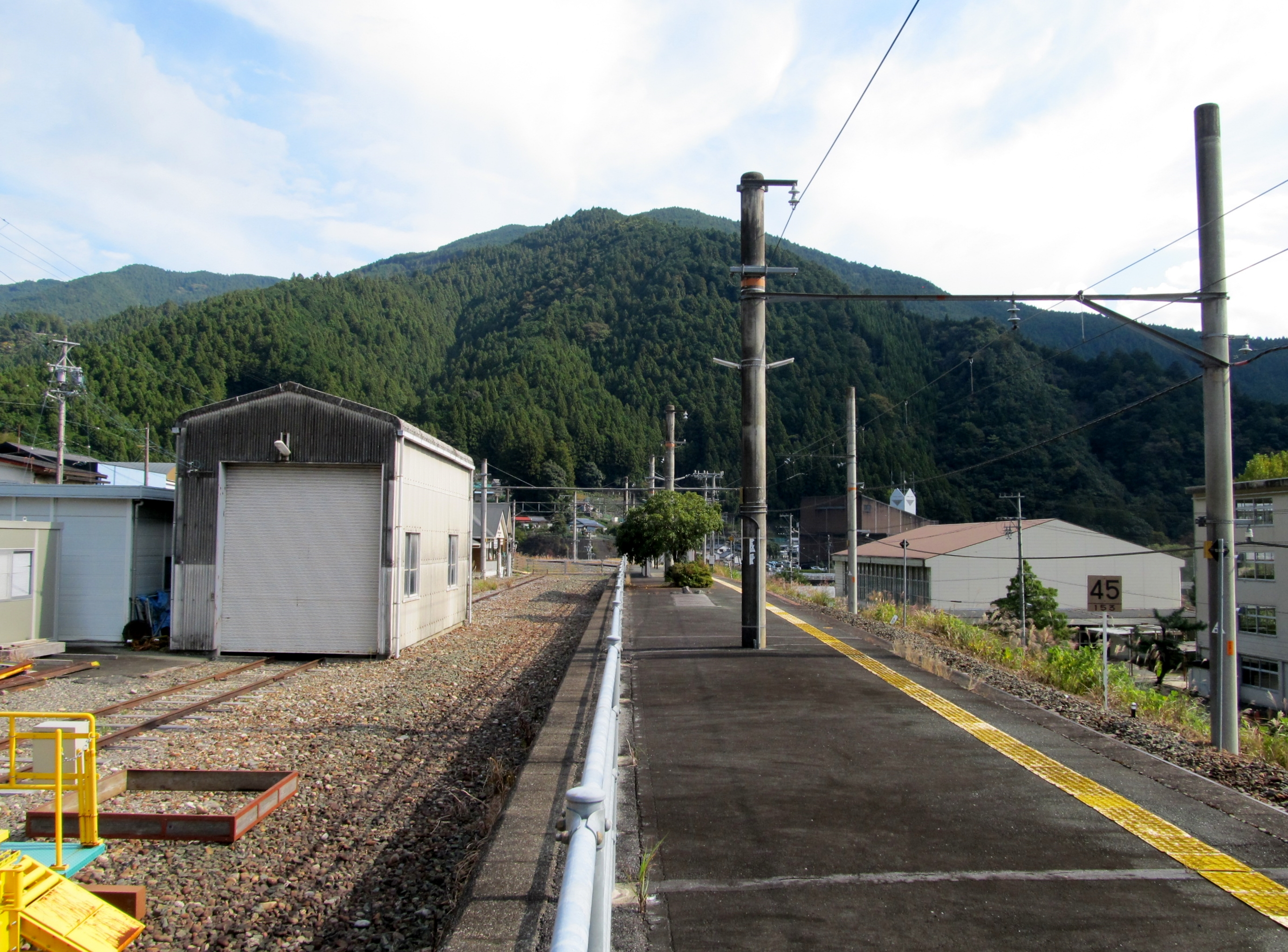
旧1番線撤去後（2022年10月）

## 駅構造
単式ホーム1面1線を有する地上駅。かつては島式ホーム1面2線と側線を有していたが、2008年（平成20年）1月に1線に減らされた。
旧駅舎跡地には浜松市立図書館分館である浜松市立佐久間図書館と駅舎が一体となった建物が建っている。この建物は図書館・駅舎・待合所を兼ねており、開館時間内であれば図書館内を待合室として利用可能。但し、無人駅のため、図書館できっぷ販売は行っていない。中部天竜駅が管理している。

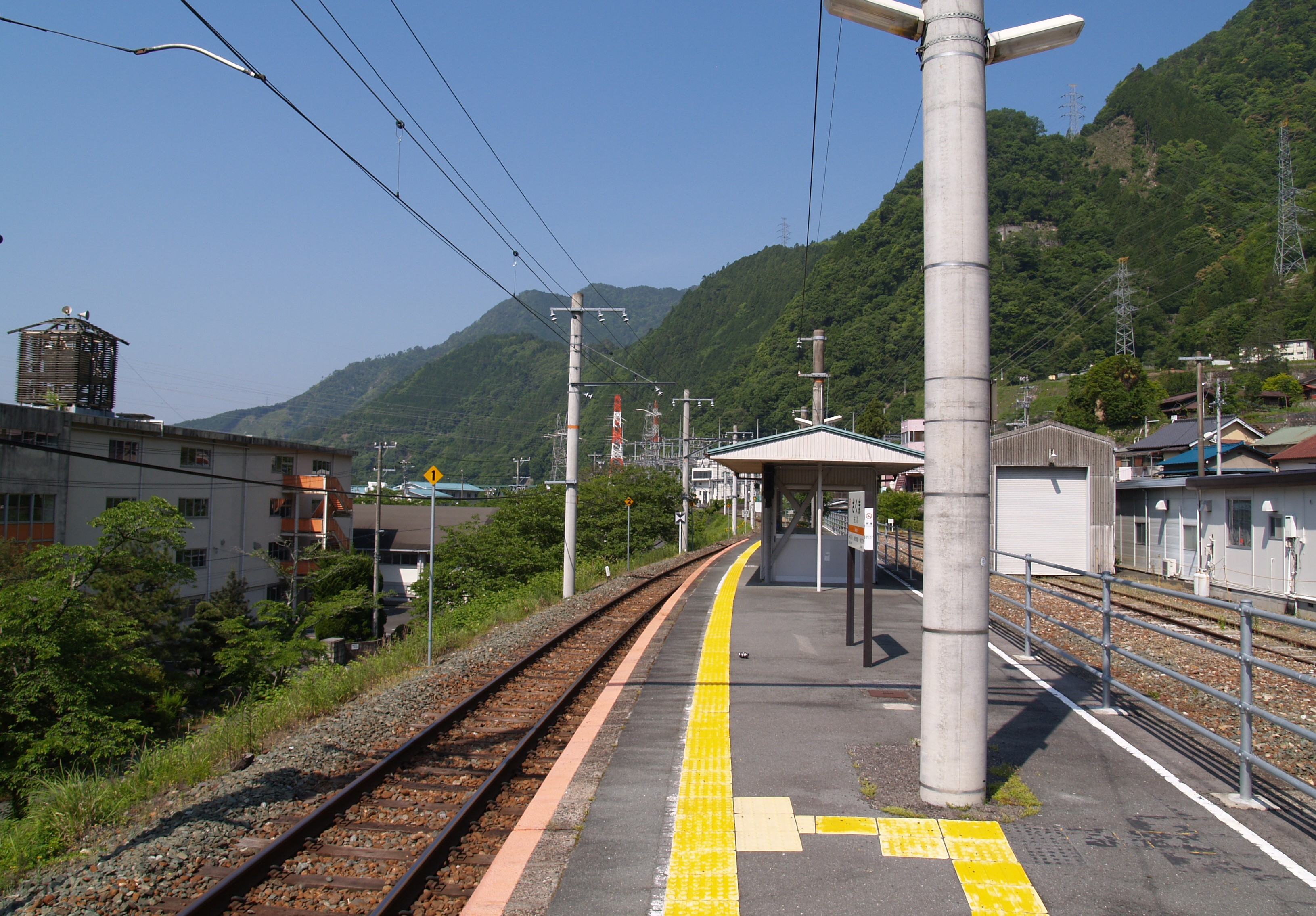
ホーム（2010年5月）
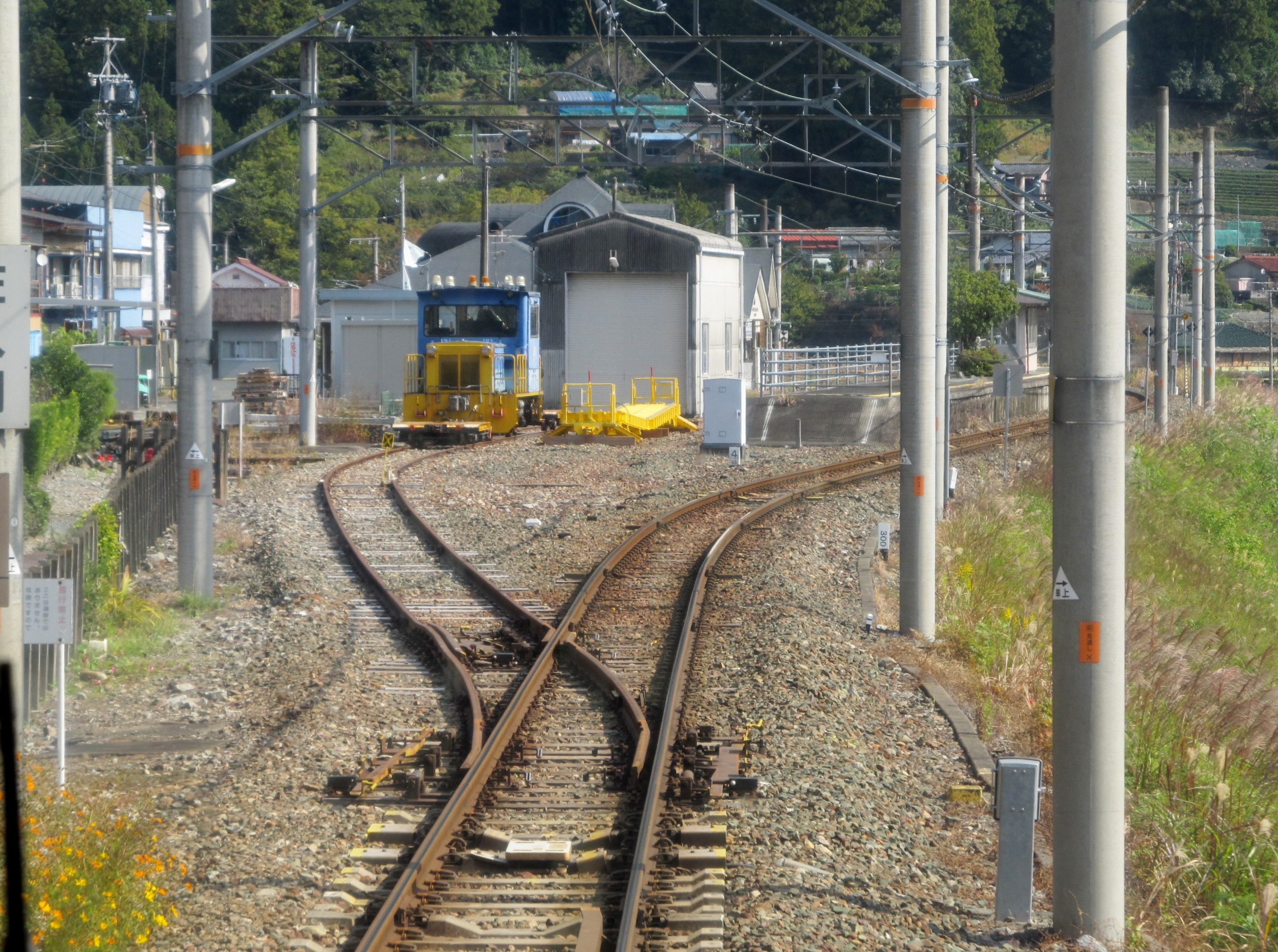
側線（2022年10月）

## 利用状況
2021年度（令和3年度）の1日平均乗車人員は7人である。
「静岡県統計年鑑」「浜松市統計書」によると、1993年度（平成5年度）以降の推移は以下の通り。なお、2001年度（平成13年度）- 2006年度（平成18年度）の統計は非公表である。
| 乗車人員推移       | 乗車人員推移     | 乗車人員推移 |
| 年度               | 1日平均 乗車人員 | 出典         |
| ------------------ | ---------------- | ------------ |
| 1993年（平成05年） | 121              | [ 9 ]        |
| 1994年（平成06年） | 129              | [ 9 ]        |
| 1995年（平成07年） | 114              | [ 9 ]        |
| 1996年（平成08年） | 105              | [ 9 ]        |
| 1997年（平成09年） | 87               | [ 9 ]        |
| 1998年（平成10年） | 86               | [ 9 ]        |
| 1999年（平成11年） | 80               | [ 9 ]        |
| 2000年（平成12年） | 78               | [ 9 ]        |
| 2001年（平成13年） | 非公表           | [ 9 ]        |
| 2002年（平成14年） | 非公表           | [ 9 ]        |
| 2003年（平成15年） | 非公表           | [ 9 ]        |
| 2004年（平成16年） | 非公表           | [ 9 ]        |
| 2005年（平成17年） | 非公表           | [ 9 ]        |
| 2006年（平成18年） | 非公表           | [ 9 ]        |
| 2007年（平成19年） | 19               | [ 10 ]       |
| 2008年（平成20年） | 15               | [ 11 ]       |
| 2009年（平成21年） | 14               | [ 12 ]       |
| 2010年（平成22年） | 15               | [ 9 ]        |
| 2011年（平成23年） | 15               | [ 9 ]        |
| 2012年（平成24年） | 12               | [ 9 ]        |
| 2013年（平成25年） | 8                | [ 9 ]        |
| 2014年（平成26年） | 12               | [ 9 ]        |
| 2015年（平成27年） | 16               | [ 9 ]        |
| 2016年（平成28年） | 12               | [ 9 ]        |
| 2017年（平成29年） | 11               | [ 9 ]        |
| 2018年（平成30年） | 8                | [ 9 ]        |
| 2019年（令和元年） | 7                | [ 9 ]        |
| 2020年（令和02年） | 6                | [ 9 ]        |
| 2021年（令和03年） | 7                | [ 9 ]        |

## 駅周辺

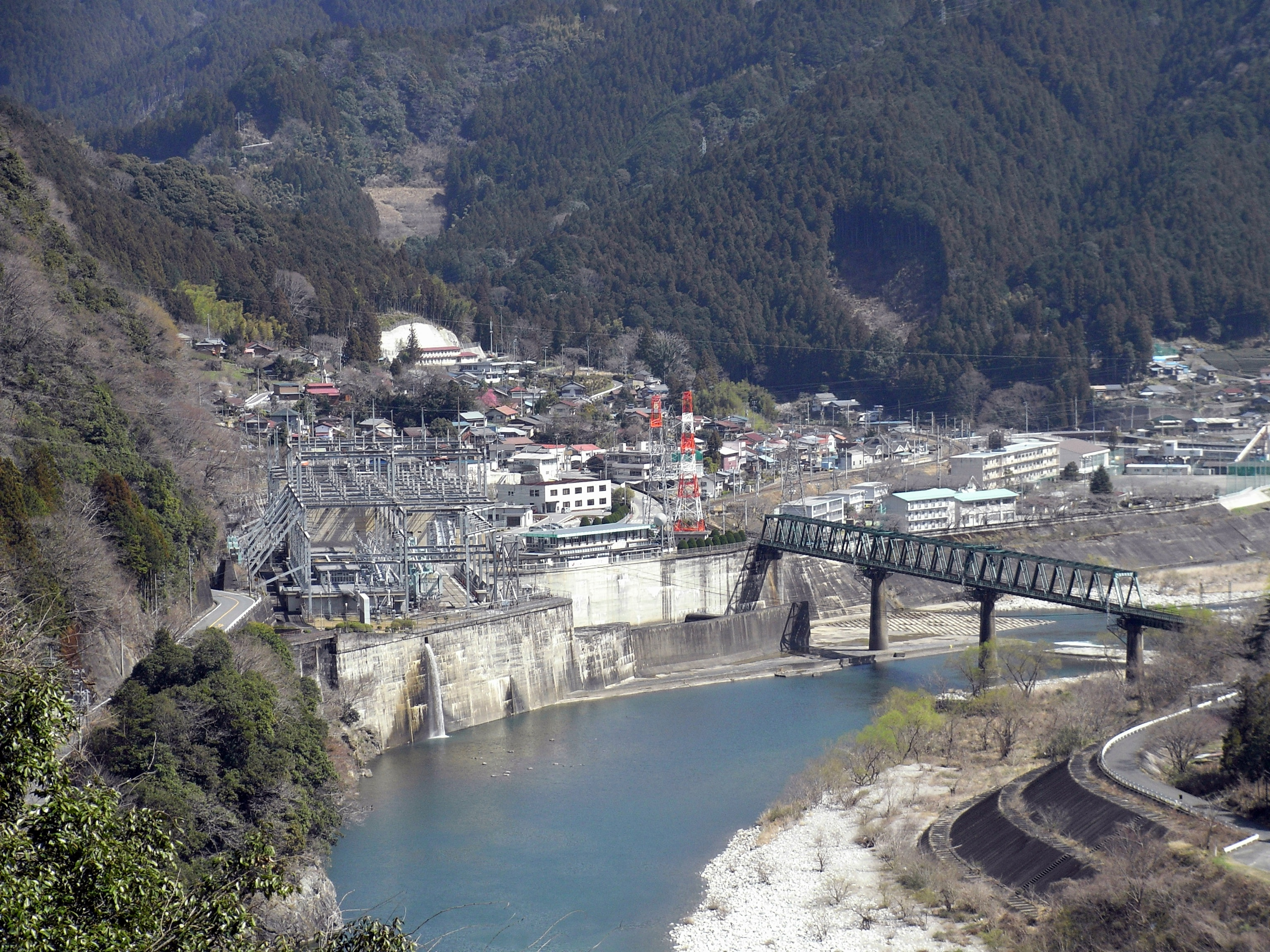
駅周辺

佐久間町時代には佐久間町役場（浜松市佐久間歴史と民話の郷会館に隣接）の最寄駅だった。2007年（平成19年）までは浜松市立佐久間中学校の最寄駅でもあり、学校統合により電車通学の生徒利用も多かった。
- 佐久間町簡易郵便局
- 電源開発佐久間発電所
- ユーコープ佐久間店
- 国道473号
- 静岡県道290号水窪羽ケ庄佐久間線

## バス路線
佐久間ふれあいバス
- 平日を中心に佐久間病院・浦川・城西・上平山・西渡方面への便が発着している。土曜日は1.5往復（予約必要）、休日運休。
- 浜松市中心部へは、東隣相月駅前から浜松市自主運行バス北遠本線乗車、終点西鹿島駅にて遠州鉄道西鹿島線乗換となり、新浜松駅までの所要時間は2時間程度である。なお、佐久間ふれあいバス運行日は西渡（にしど）乗換利用も可能である。

## 隣の駅
東海旅客鉄道（JR東海）
CD 飯田線
■快速（上りのみ運転）
中部天竜駅 ← 佐久間駅 ← 城西駅
■普通
中部天竜駅 - 佐久間駅 - 相月駅

### かつて存在した路線
日本国有鉄道
飯田線（旧線）
（中部天竜駅 -） 佐久間駅 - 豊根口駅